# Bouncy Castle
Bouncy Castle je soubor aplikační programových rozhraní pro využití kryptografie v Javě a v C#. Zároveň se jedná o knihovny implementující toto rozhraní určené pro platformy Java SE a .NET a uvolněné pod licencí MIT. Vývoj je zastřešen australskou společností Legion of the Bouncy Castle Inc.
Mezi podporované protokoly a formáty patří TLS, DTLS, OpenPGP, S/MIME, TSP, CMP, OCSP, DANE, EST, CRMF, CMS, X.509 a CSR.